# Brassavola subulifolia
Brassavola subulifolia es una especie de orquídeas de hábito epifita originaria de Centroamérica.  

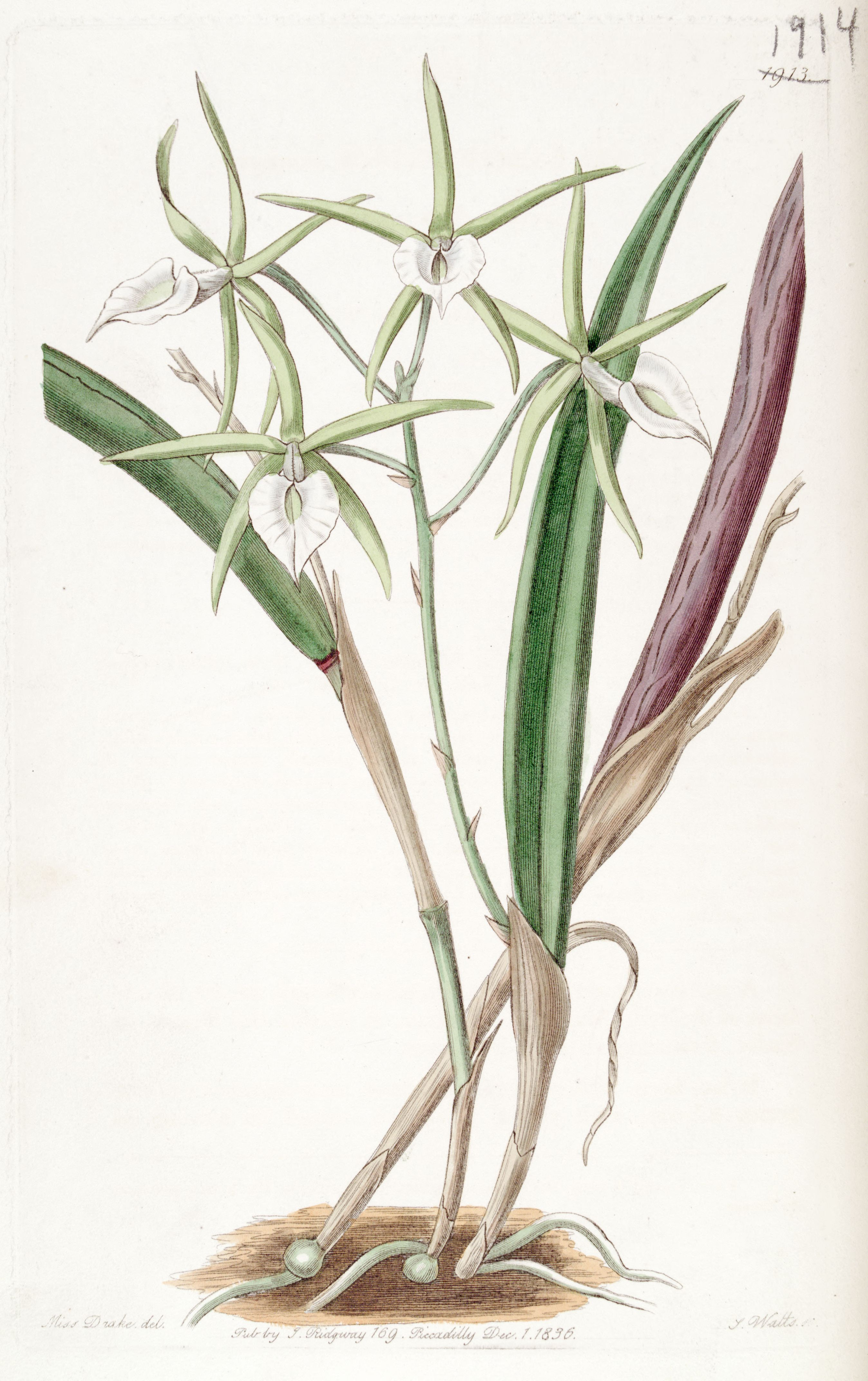
Ilustración

## Descripción
Es una orquídea de tamaño grande, que prefiere el clima cálido y creciendo epifita con un robusto tallo, cilíndrico, claviforme, erecto o ascendente que transporta una sola hoja, apical, erecta, a menudo ligeramente arqueada, brillante, de color verde oscuro, densamente carnosa, semicilíndrica, lineal-lanceolada , aguda, profundamente canalizada. Florece s finales de verano en una inflorescencia racemosa de 15 cm de largo que lleva hasta 6 flores de larga vida que huelen a cítricos solo por la noche. Crece mejor montada sobre madera y le gusta un poco de sombra y el riego, mientras que está crecimiento y una disminución del riego después de que los pseudobulbos han madurado y la planta ha florecido.

## Distribución y hábitat
Se encuentra en Jamaica.

## Taxonomía
Brassavola subulifolia fue descrita por  John Lindley en The Genera and Species of Orchidaceous Plants 115. 1840.
Etimología
Ver: Brassavola
subulifolia: epíteto latino que significa "con hoja cilíndrica".
Sinónimos
- Bletia cordata (Lindl.) Rchb.f.
- Bletia nodosa var. cordata (Lindl.) Rchb.f.
- Brassavola cordata Lindl.
- Brassavola nodosa Hook.
- Brassavola nodosa subsp. cordata (Lindl.) N.H. Williams
- Brassavola sloanei Griseb.
- Lysimnia bicolor Raf.[4][5]